# 交感神経遮断術
交感神経遮断術（こうかんしんけいしゃだんじゅつ、英: Sympathectomy）は、手と脇の下の多汗症（過剰な発汗）の治療のための主な交感神経の手術。交感神経切除術とも呼ばれる。2023年現在、胸腔鏡下交感神経節切除術（Endoscopic thoracic sympathectomy: ETS）と呼ばれることも多い。

## 手順
交感神経は脊椎近くの肋骨（胸部）の近くにある神経網を形成している。
それらの分岐点の中に、神経節を形成している特定の部分があり、過剰な発汗に関与している。その切除は手術による切除、焼灼術、分岐点の切断と、チタニウムクリップで交感神経を遮断する最新のクリッピング技術を通じて行われる。
手のひら多汗症の治療のためには、T3-T4神経節が遮断対象となり、脇の下の多汗症と中度から軽度の掌の多汗症には、T4-T5神経節が対象になる。さらに上（T2の近く）の部分は、手術後に代償性発汗が起こる確率が高まるので対象にされていない。

## 身体的、精神的、感情的な影響
交感神経遮断は外科手術的介入により、自律神経の一部を無効にし（従って脳からの信号を遮断する）、問題を取り除くまたは軽減する。この手術の主な目的が解剖学的に機能している神経を破壊することであるため、交感神経遮断術を行わない多くの医師はこの手術に疑問を抱いている。
患者により神経機能の構造がかなり異なり、手術スキルも異なるため、交感神経遮断術の正確な結果は予測出来ない。自律神経系は解剖学的に一定ではなく、神経が無効にされると不測の影響を受ける結合部がある恐れがある。この問題は交感神経遮断術を行った同程度の手の汗の患者の間で多数確認されているが、その後足の発汗の軽減や除去を受けた者は、他とは対照的にそのような影響を受けない。足の発汗を抑える信頼できる手術は、交感神経鎖の反対端にある腰椎交感神経遮断術以外にない。

## 論争
2003年に交感神経遮断は、不自由が生じた患者からの非常に多くの苦情により、その手術の発祥地スウェーデンで禁止となった。米国を含むその他の国々では、その手術方法は規制されておらず悪名高くなっている。
現在外科医が運営している多くのウェブサイト上で交感神経遮断術のメリットが賞賛されている。しかしながら、交感神経遮断術の酷い副作用により仕事や日常的な活動が阻まれている患者の訴えや、インフォームドコンセントの欠如を訴える、被害者により運営されているウェブサイトも数多くある。交感神経遮断手術に関するサイト掲示板やTwitterに患者の多くの証言がある。